# Martin Seligman
Martin Seligman (Albany; 12 de agosto de 1942) es un psicólogo y escritor estadounidense. Se le conoce principalmente por sus experimentos sobre la indefensión aprendida y su relación con la depresión. En los últimos años se le conoce igualmente por su trabajo e influencia en el campo de la psicología positiva.
Desde finales del 2005, Seligman es director del Departamento de Psicología de la Universidad de Pensilvania. Previamente había ocupado el cargo de presidente de la Asociación Estadounidense de Psicología (APA) en 1998. Fue también el primer redactor jefe de la
Prevention and Treatment Magazine, el boletín electrónico de la asociación.
Seligman ha escrito varios superventas sobre psicología positiva, como Niños optimistas, La auténtica felicidad y Florecer.

## Infancia y educación
Seligman nació en Albany (estado de Nueva York). Estudió en la escuela pública y en la Academia de Albany. Se licenció en Psicología en la Universidad de Princeton con summa cum laude. Entonces tuvo tres ofertas: psicología analítica en la Universidad de Oxford, psicología animal en la Universidad de Pensilvania o unirse al equipo de bridge de la misma universidad. Seligman escogió la segunda opción y se doctoró en Psicología en 1967.
A través de los diferentes libros publicados, Seligman ha logrado plasmar las diferentes adversidades que ha tenido que vivir en su vida. La enfermedad de los padres ha sido para él una fuente de impulso para el desarrollo de sus postulados.

## Libros
- 1975 -  Indefensión (Helplessness: On Depression, Development, and Death). San Francisco: W.H. Freeman. ISBN 0-7167-0752-7.
- 1990 - Aprenda optimismo (Learned Optimism). New York: Knopf.
- 1993 - No puedo ser más alto pero puedo ser mejor. Qué puede cambiar de usted mismo con técnicas de autoayuda (What You Can Change and What You Can't: The Complete Guide to Successful Self-Improvement). New York: Knopf. ISBN 0-679-41024-4.
- 1996 -Niños optimistas (The Optimistic Child: Proven Program to Safeguard Children from Depression & Build Lifelong Resilience). New York: Houghton Mifflin.
- 2002 - La auténtica felicidad (Authentic Happiness: Using the New Positive Psychology to Realize Your Potential for Lasting Fulfillment). New York: Free Press. ISBN 0-7432-2297-0.
- 2011 - Florecer. La nueva psicología positiva y la búsqueda de bienestar (Flourish: A Visionary New Understanding of Happiness and Well-being). New York: Free Press, ISBN 978-1-4391-9075-3.
- 2018 - El circuito de la esperanza. El viaje de un psicólogo de la desesperanza al optimismo (The Hope Circuit: A Psychologist's Journey from Helplessness to Optimism). Nueva York: PublicAffairs, ISBN 978-1-6103-9873-2.